# このは (AV女優)
このは（1991年12月2日 - ）は、日本のAV女優。ライフプロモーション所属。別名:森本舞子、杉浦りの。

## 略歴・人物
2010年にデビューしたロリ系のAV女優である。
趣味はアニメ、特技はフラフープ。

## 出演作品

### アダルトビデオ

#### 2010年
- 実録 総合病院小児科医わいせつ盗撮 （4月23日、I.B.WORKS）…オムニバス作品 他出演:有坂ともみ、唯原愛、高井奈穂
- 白衣白書 page.08 都内某○○耳鼻咽喉科勤務 西野さん 20歳 （5月21日、プレステージ）
- 部活帰り このはちゃん(18) （6月11日、ゼットン）
- 顔面騎乗されてシコられちゃった! （7月16日、セックスエージェント）…オムニバス作品 他出演:武藤クレア、煌芽木ひかる、仲村美緒、一条命、高倉舞
- 女子コーセーの極エロ丸見え正常位。 （7月16日、セックスエージェント）…オムニバス作品 他出演:大沢美加、泉麻那、武藤クレア、RUMIKA、早乙女らぶ、直嶋あい、沢村サリナ、鈴木なつ、中野ひなた、小谷ちあき、椿まひる、桃井りん、一条命、愛音ゆり、結輝レイ、尾上ライナ
- 現役メイドカフェ店員さん 本番参戦 （8月15日、ザック）
- 相互愛撫手コキ 手コキされながら女の子のカラダを弄りたいと思いませんか? （8月20日、セックスエージェント）…オムニバス作品 他出演:武藤クレア、花井りん、高倉舞、早乙女らぶ、小谷ちあき、秋吉小百合
- 「美少女マニア専用ルーム」 （9月20日、ピーターズ）
- 身長135cmの小春ちゃんとこのはちゃん 男湯に潜り込んでパパには内緒のイタズラごっこ （9月23日、SODクリエイト）…共演:江川小春
- 姪っ子にお風呂で悪戯 （9月24日、I.B.WORKS）…オムニバス作品 他出演:篠めぐみ、藤原ひとみ、和葉みれい、なのかひより、ふわり、西田宏美、ゆきのくるみ
- 少女肉壷扱い 22 （9月25日、ラマ）
- 名作ロリ劇場 夏の思い出 （10月25日、jump-av）
- A○B候補生強制オ○ンコ営業 このは （10月25日、サムシング）
- クラスで一番幼い娘 このは （11月15日、ザック）
- このは（11月26日、H2 PROJECT）
- 強制開花（恥）辱実験体 CRAZY VIRGIN 美少女改造つぼみ 2（11月27日、ベイビーエンターテイメント）
- 世界のホームレス 〜LAのスラム街で見つけたメガチン浮浪者と140cmロ●ータ娘が中出しセックス〜（12月7日、ナチュラルハイ）
- 女子校生サポ白書 このは （12月25日、THE WORLD）

#### 2011年
- 肉便器 小○生 このは（1月13日、U&K）
- すっごく、恥ずかしいマ●コ このは（1月15日、NON）
- 淫尻授業 このは（1月21日、実録出版）
- 体育会系部活少女 新体操部員 このは（1月26日、ラマ）
- JK援交 VOL.26 ガチ中出し このは（2月24日、サムシング）
- オレの田舎のメガネ女子 ～このは～（3月13日、U&K）
- 四六時中みだらな行為 2　スポーツジムインストラクターの長女このは18歳 （3月23日、プレステージ）
- いもうとLOVE 22 このは（4月15日、ケー・ドライブ）
- コスプレみるきぃ コスプレ美少女と性交 このは（6月7日、みるきぃぷりん♪）
- 露恥裏小○生 このは（7月1日、幼誘監本舗）
- 受験を控えた現役中●生にレズ家庭教師がこっそり教える裏合格メソッド!（7月19日、極ロリCLUB）共演:白鳥るり、倖田李梨、星優乃、紺野渚、河瀬リナ
- 未成年?公開露出SEX 居酒屋泥酔オヤジたちに子供のフリしてHなイタズラを仕掛けてきなさい（8月20日、SODクリエイト）共演:河愛杏里
- ワレメ風呂 〜血縁幼●禁断育成の記録〜2（10月19日、極ロリCLUB）共演:南あおい、芹奈ゆき、朝倉ことみ
- 悶絶初アクメと中出しの記録 18（10月25日、アンビバレンツ）
- このはちゃん○○生 私、学校やめてお嫁さんになる!!（11月5日、SODクリエイト）
- こんでんすみるきぃ 初ぶっかけファン感謝祭 このは（11月7日、みるきぃぷりん♪）
- 大人しい地味子 2 このは（11月15日、ケー・トライブ）
- このはとあそぼっ!（11月18日、虎堂）
- 女子〇〇生拉致監禁14 美乳生姦（12月1日、ローグ・プラネット）

#### 2012年
- ひやけあと このは（1月1日、MOODYZ）
- 合唱ロ●ータ制服少女狩り File.8女子校生このは（1月13日、HERO）
- 露恥裏小●生2（2月1日、幼誘監本舗）
- すえっこっ!〜フタリの関係が変わる瞬間〜（2月13日、 HERO）
- 2人の あね 姉萌 もえ 優しい姉の温もりに抱かれて。 Vol.11（2月15日、ケー・トライブ）共演:綾見ひかる
- 研修中の看護学生に手を出した俺（3月8日、アキノリ）オムニバス作品 他出演:ありさ、有村千佳、篠田ゆう
- 見かけによらないゴックン少女 カマトト優等生は濃い～のがお好き このは（4月20日、ワープエンタテインメント）
- 淫愛レズ調教（4月21日、 アイエナジー）共演:川上ゆう
- Gyu! 真正中出しラブリーデート このは（4月28日、モブスターズ）
- 身長140cm代限定!ちびっこハーレムソープランド（5月10日、SODクリエイト）共演:桃音まみる、水嶋あい
- 露出オナニーはじめました。 貴方だけに見せつけて美白美巨乳ロリ娘野外露出オナニー見せつけてオナりまくります!（5月19日、エンペラー）オムニバス作品 他出演:浜崎りお、北川瞳、あざみねね、小林麻里、加藤なつみ、早乙女らぶ、おかだ梨花、ありさ
- 陵辱! いじめ 女子校生マシンバイブ学級（5月24日、サディスティックヴィレッジ）オムニバス作品 他出演:なつき
- 新人声優 羞恥アクメ生録音（6月7日、グローリークエスト）
- このはベストコレクション4時間 全部見せます!妹系アイドルのすべて（6月19日、極ロリCLUB）
- 非ヌキ系サロン 洗体エステで勃起しちゃった僕。 6（6月21日、アキノリ）オムニバス作品 他出演:長谷川しずく、瀬名あゆむ、夏希アンジュ
- 究極の中出し近親相姦企画 最愛の息子に伝えたい… 妊娠させるための性教育（6月21日、ディープス）共演:本庄瞳
- 美少女このはと潮吹き中出しセックス（6月25日、First Star）
- 地味な女子校生のネチネチとした小便いじめ（7月5日、フリーダム）共演:長谷川しずく、初美沙希、上原亜衣
- ぼくらのこのは 4時間（7月15日、ケー・トライブ）
- 無類のバック好きなぼくの妹 体操着&下着姿のパイパンおま○こ少女鬼突き敏感大量潮吹き極上バックスタイル!!（7月19日、極ロリCLUB）オムニバス作品 他出演:川上ゆう、小林麻里、荒木ありさ、小滝みいな、琥珀うた、朝倉ことみ、柏木エリカ
- 小さい女の子をひとりじめ。このはとあんりの200％ロ○ータ淫語。（11月25日、ミニマム）共演:河合杏里
- 妖精娘の真正中出し＆天使の潮噴射!（11月13日、CREAM PIE）
- びちゃびちゃWパイパン潮吹き! 上原亜衣 このは（11月25日、kawaii*）共演:上原亜衣
- プラチナ中出しロリロリソープランド（12月13日、CREAM PIE）

#### 2013年
- オレの田舎のメガネ女子 〜このは〜（1月23日、U&K）
- 中出しされたロリソープ娘 このは（2月13日、MOODYZ）
- 仲良し2人組の女の子を1本の生チ○ポで本物の穴姉妹にしてあげる。 このはとありさ（ダブル無毛）（3月1日、ミニマム）共演:ありさ
- Wパイパン潮噴射 ありさ このは（4月1日、U&K）共演:ありさ
- S-Cute Girls 愛内希 木村つな このは（4月1日、S-Cute）共演:愛内希、木村つな
- エロカワ女子校生2人と本物中出し二股性活（4月25日、本中）共演:瀬名あゆむ
- このは 黒髪貧乳Aカップ美少女 パーフェクトコレクション（6月19日、キチックス）オムニバス作品

### アダルトサイト
- 146 このは （LOVEPOP）
- g215 森本 舞子 （ガールズブルー）
- NO.00270 教室自慰 （ネイキッド）
- S-Cute 7th No.66 KONOHA（19歳）（S-Cute）
- S-Cute 7th No.82 Konoha（S-Cute）
- S-Cute Short No.386 Konoha（S-Cute）
- S-Cute Short No.398 Konoha（S-Cute）

### イメージビデオ
- ピクシースマイル 中○生このはちゃん●才 （2010年10月13日、ミスター・インパクト）